# Haus Donk
Haus Donk ist eine kleine ehemalige Wasserburg in Tönisvorst, Ortsteil Vorst im Kreis Viersen. Der Name Donk ist eine Bezeichnung für einen bebaubaren, erhöhten Platz in einem Sumpfgebiet.
Die Anfänge des Hauses Donk, lange Zeit ein kurkölnisches Mannlehen, gehen auf das Jahr 1259 zurück. Der rechte Fachwerkturm wurde gegen 900 n. Chr. ursprünglich von den Franken auf einer künstlich geschaffenen Anhöhe, einer Motte, errichtet. Er diente als wehrhafte Anlage im Falle der Bedrohung durch Feinde. Das täglich Leben erfolgte in der Vorburg, dem vorgelagerten Bauernhof, der ebenfalls mit einem heute noch erkennbaren Burggraben gesichert war. In den folgenden Jahrhunderten erfolgten weitere Anbauten, unter anderem ein um 1550 errichteter Renaissanceturm. Das heute sichtbare Herrenhaus ist nur Teil des alten, etwa dreimal größeren Herrenhauses. Die ehemalige Wasserburg galt als Grenzbefestigung des kurkölnischen Amtes Kempen gegen die Herzogtümer Jülich und Geldern.
Im 19. Jahrhundert wurde die Burg zerstört und in den 1970er Jahren wieder aufgebaut. Anfang der 1990er Jahre wurde Haus Donk von dem Unternehmer Rod Hützen erworben, komplett restauriert und um einen Unterflurtrakt, sowie diverser Anbauten auf der Südseite erweitert. Der Fachwerkturm erhielt ein neues Schieferdach mit vier Gauben. Nach der zweijährigen Renovierungsphase diente das Anwesen als Wohnsitz der Eigentümer. Die Rekonstruierung wurde durch den, auf Restaurierung spezialisierten Architekten Georg Rütten, umfassend durchgeführt. Nach Wegzug der Familie in das Ausland Anfang der 2000er Jahre wurde Haus Donk für Veranstaltungen und Firmenevents genutzt. Das Standesamt Tönisvorst nutzte u. a. den Rittersaal für standesamtliche Eheschließungen. Danach entschlossen sich die Eigentümer für eine dauerhafte Vermietung.
So war Haus Donk u. a. von 2004 bis 2007 der Wohnsitz des ehemaligen US-amerikanischen Fußballnationaltorhüters Kasey Keller, der für die Mannschaft von Borussia Mönchengladbach spielte. Nachdem Keller ausgezogen war, wurde es erneut für standesamtliche Eheschließungen genutzt und konnte für Veranstaltungen und Feiern gebucht werden.
Ab Februar 2020 fanden weitere, umfangreiche Renovierungen statt. Anschließend wurde das Objekt weiterverkauft.